# يعقوب محمد جراب الرأي
يعقوب محمد ، ولقبه جراب الرأي هو واحد من أمراء المهدية وأكبر قادتها العسكريين الذين كانوا يتمتعون بسلطات تنفيذية واسعة عسكرية كانت أم إدارية من خلال تعيينهم قادة على رأس الجيوش وحكاما للولايات أيضاً.

## نسبه
اسمه يعقوب بن محمد بن علي الكرار بن موسى بن محمد القطب الواوي وهو نسب الخليفة عبد الله التعايشي نفسه، فالأمير يعقوب هو هو الأخ غير الشقيق للخليفة، وينتمي إلى قبيلة الجبارات، وهي فرع من فروع البقارة التعايشة. ووالدته هي السيدة أم هاني بنت بسام (وفي رواية أخرى هي معروفة بنت المهدي) وهي أيضاً من قبيلة التعايشة الجبارات، أولاد سرة.

## أوصافه
كان الأمير يعقوب - حسبما ورد في كتاب ريد عن أمراء المهدية - رجلا طيب المعشر والرقة حسن الهيئة، ممتلئ الجسم، يميل لونه إلى السمرة الفاتحة، وذو عينين لامعتين.

## تعليمه ونشأته
تلقى تعليما معقولاً  مقارنة بغيره من أمراء المهدية. فقد اشتهر أبوه محمد الملقب بمحمد التقي بالورع وأقام مسيداً بالقرب من مدينة رهيد البردي لدراسة وحفظ القرآن والتفقه في الدين. فحفظ يعقوب آيات القرآن في خلوة والده ودرس علوم الدين والفقه والشرع في خلوة والده أيضاً التي كان يؤمها العلماء وفي هذا الجو الديني نشأ يعقوب وترعرع.

## إيمانه بالمهدية
كان من أوائل الأتباع الذين بايعوا الأمام محمد أحمد المهدي في جبل قدير اثناء هجرته إلى جبال النوبة وأعلن عن ولائه وتصديقه به باعتباره المهدي المنتظر وخليفة رسول الله. وبعد وفاة المهدي كان أول المبابعين لخليفة المهدي عبد الله التعايشي.

## لقبه
لُقب الأمير يعقوب بلقب «جراب الرأي». والجُراب (بضم الجيم) لغةً هو وعاء يحفط فيه الزاد ونحوه.
 وجراب الرأي في السودان لقب يتصف صاحبه بالحكمة والرشد مما يجعله مستودعاً ومرجعا مؤهلاً لإسداء النصح والمشورة. وقد وصفه المهدي بأنه «عمود المهدية» وذلك بعد أن لاحظ فيه قدرات عسكرية وإدارية.

## أدواره العسكرية والإدارية
إنضم الأمير يعقوب إلى مقاتلي المهدي ولعب دورا مهماً في حصار  الأبيض، وهزيمة الكولونيل البريطاني وليام هيكس باشا الذي جاء لوأد الثورة المهدية وذلك في معركة شيكان. لكن الأمير يعقوب لم يشارك في حصار الخرطوم، إذ أن المهدي كان قد كلف الخليفة محمد شريف بتلك المهمة. وبعد وفاة المهدي أصبح الأمير يعقوب رئيس أركان جيوش المهدية، في مرتبة تعد الثانية من الناحية العسكرية بعد مرتبة الخليفة القائد الأعلى لجيوش المهدية، إلا أن أهمية هذا المنصب قلت بتعيين الخليفة ابنه الأكبر الأمير شيخ الدين بن الخليفة قائدا لقوة الجهادية، التي تحوز على معظم ما لدى الجيوش المهدية من سلاح ناري. 
 وكان يعقوب مسؤولاً أيضاً عن سجلات جيوش المهدية والتي يقدر عدد أفرادها بعشرات الآلاف من الأمراء والأفراد والسريَّات، بما فيها سجلات الذخائر والأسلحة. كذلك كان يعقوب مشرفاً على الترسانات المختلفة ومصانع البارود، إضافة إلى توليه إمارة الراية الزرقاء التي تمثل فصيلة الجيش التي كان يقودها الخليفة. 

يقول مكي شبيكة أن الأمير يعقوب كان بمثابة وزير كل الوزارات أو رئيس الوزراء فقد كان المشرف على الجيش حيث يعين قادته ويمده بالمؤمن وكان وزيرا للداخلية من حيث القيام بالتوفيق بين عمّال الأقاليم وما بينهم وبين رعاياهم فيما لو اختلفوا. كما كان محافظ العاصمة أم دمان ووزير المالية المشرف علي شؤون بيت المال. «يتصل يومياً بالخليفة يرفع إليه الأمر ويقترح، والخليفة يوافق وعدّل إذا رأى ذلك».ووفقاُ لشبيكة فإن الأمير يعقوب اتصف بسعة الصدر وليونة العريكة والكرم.

## وفاته
شارك الأمير يعقوب في القتال في معركة كرري التي وقعت في عام 1898 بين الجيوش المهدية والقوات البريطانية المصرية الغازية للسودان، وقتل في المعركة وعمره لم يتجاوز الثلاثة واربعين عاما.